# Las Tablas (Nuovo Messico)
Las Tablas è una comunità non incorporata degli Stati Uniti d'America della contea di Rio Arriba nello Stato del Nuovo Messico. La comunità si trova 28,8 miglia (46,3 km) a nord-est di Abiquiú. Las Tablas possedeva il suo ufficio postale fino al 29 luglio 1995.